# Batalla del pas de Tirad
La batalla del pas de Tirad (Filipí: Labanan sa Pasong Tirad; ilocano: Gubat ti Paso Tirad; castellà: Batalla de Paso Tirad), a vegades anomenada les "Termòpiles Filipines", va ser una batalla de la guerra filipino-estatunidenca que va tenir lloc el 2 de desembre de 1899 al nord de Luzon, a les Filipines. Una rereguarda filipina de 60 homes comandada pel general de brigada Gregorio del Pilar va sucumbir a més de 500 nord-americans, majoritàriament del 33è Regiment d'Infanteria Voluntària al comandament del major Peyton C. March, tot retardant l'avançament nord-americà per assegurar que el president Emilio Aguinaldo i el seves les tropes poguessin escapar.

## Biografia
- Gregg Jones. Honor in the Dust: Theodore Roosevelt, War in the Philippines, and the Rise and Fall of America's Imperial Dream.  Penguin Publishing Group, 2012. ISBN 978-1-101-57512-3.